# تاريخ جزر أولاند

السمات الجغرافية والبلديات لجزر آلاند.

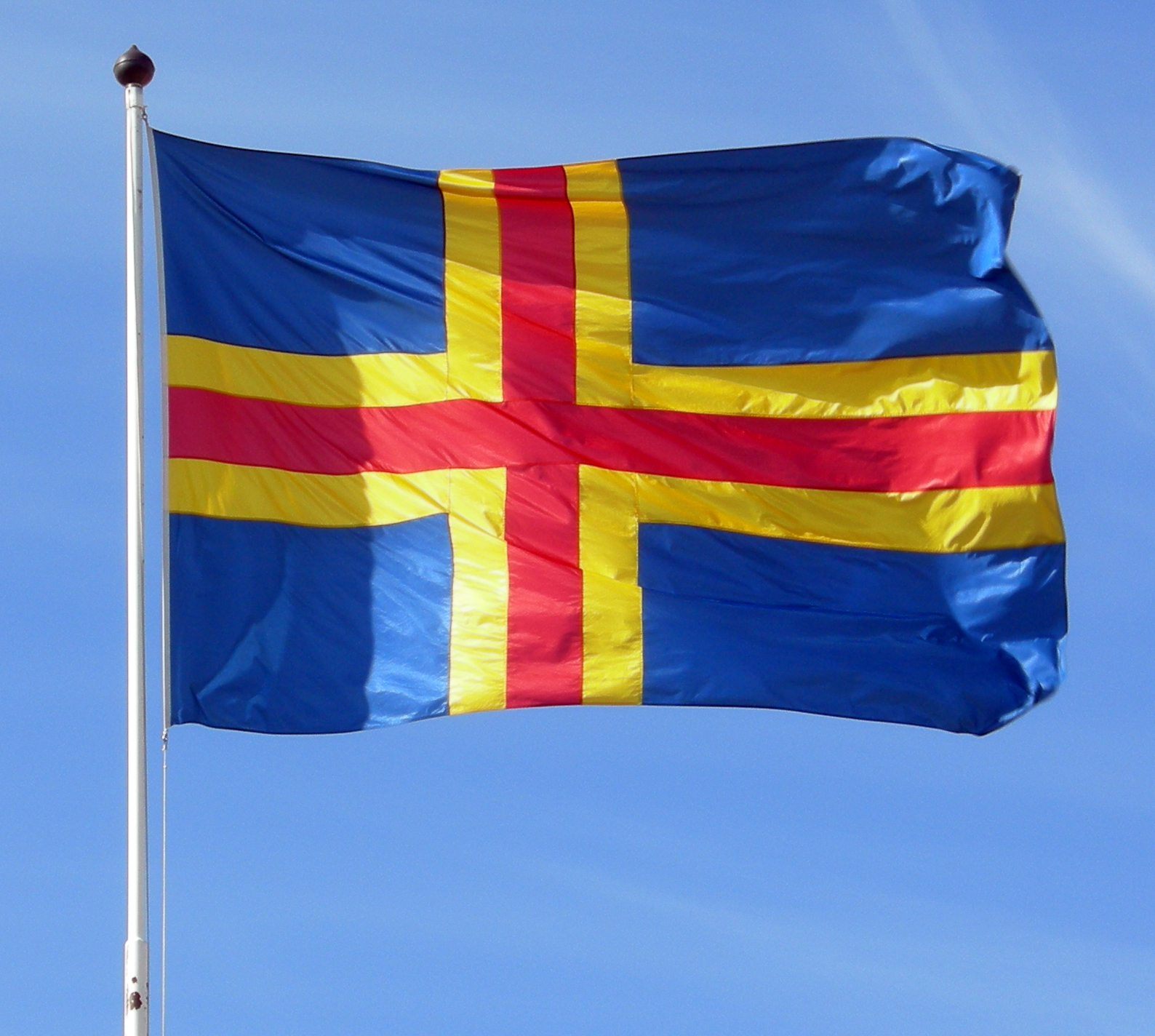
علم جزر أولاند

يمكن الرجوع بتاريخ جزر أولاند إلى الوقت الذي وصل فيه البشر لأول مرة إلى الأرخبيل في العصر الحجري الحديث في كاليفورنيا عام 4000 قبل الميلاد.

## الجيولوجيا وما قبل التاريخ

### فترة العصر الحجري القديم
حوالي 18000 قبل الميلاد، أثناء فترة تجمد فايسلي امتد غطاء سميك من الجليد فوق الدول الاسكندنافية،  والذي انحسر في النهاية من الجزر حوالي 9000 قبل الميلاد. حوالي 8000 قبل الميلاد، ارتفعت أعلى قمم الأرخبيل المغمور بالمياه من بحر البلطيق. سوف تتناوب مستويات البحر في بحر البلطيق،  ولكن لم يتشكل جسر بري إلى آلاند، مما يشير إلى أن البشر الأوائل جاءوا عن طريق القوارب أو فوق الجليد.
نظرًا لتأثير النبوغ بعد ذوبان القمم الجليدية، لا تزال المنطقة المحيطة بأولاند ترتفع عدة مليمترات سنويًا، مما يؤدي إلى توسيع سطح الأرخبيل بشكل هامشي.

### العصر الحجري الحديث

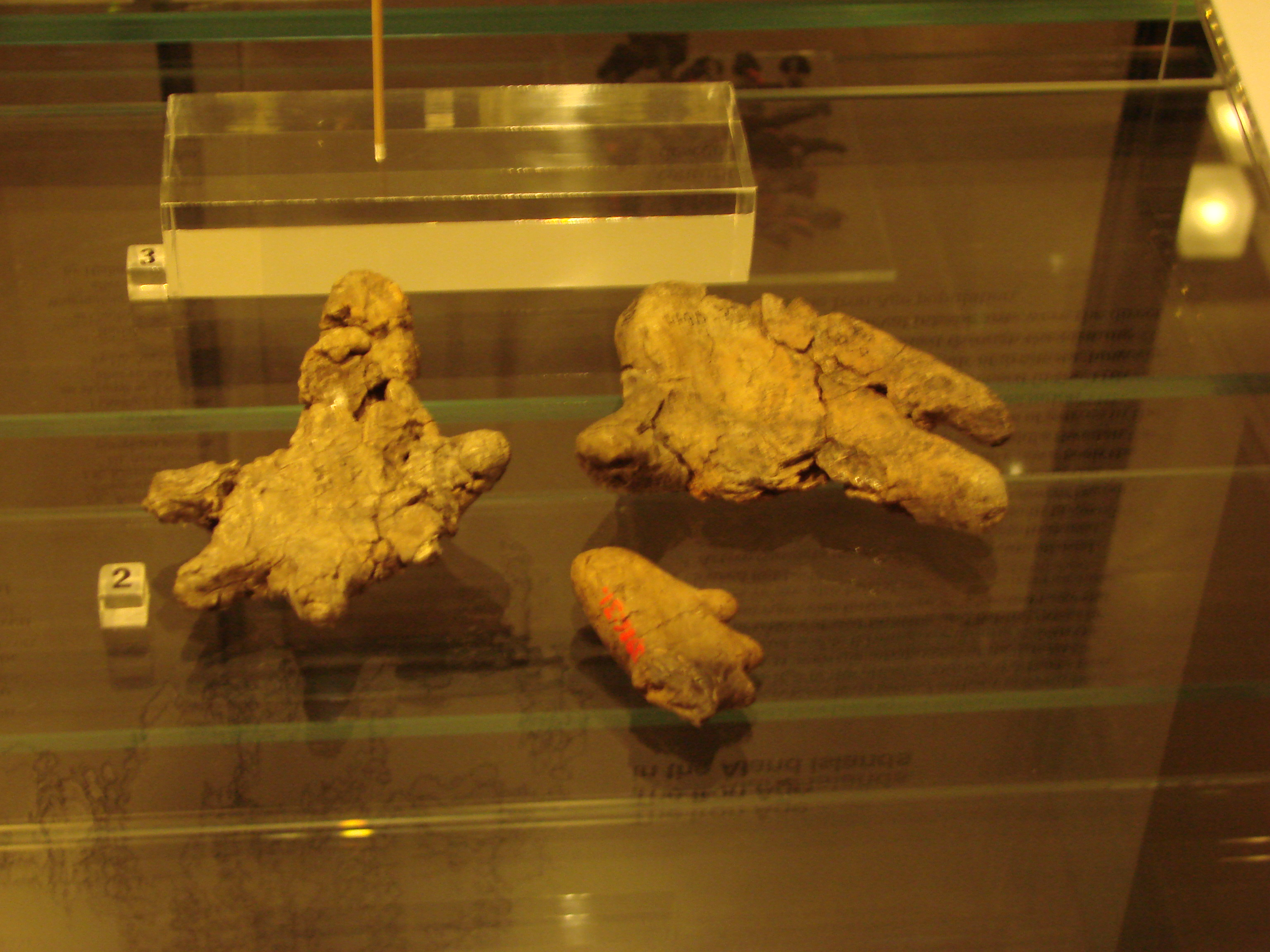
طقوس العصر الحجري تحمل الكفوف من جزر أولاند.

تم العثور على قطع أثرية لبقايا بشرية وفخار وعظام حيوانات تعود إلى العصر الحجري الحديث الأوسط (حوالي 4000 قبل الميلاد). هذه هي أقدم النتائج التي تدل على الوجود البشري على الجزر بحلول ذلك الوقت. كانت ثقافاتهم إسكندنافية، أولاً ثقافة Pitted Ware وانضمت لاحقًا إلى ثقافة Comb Ceramic .

## التسلسل الزمني حتى عام 1809
- القرن الثاني عشر: ربما احتلت جزر أولاند من قبل إيريك سانت، كما تزعم مصادر أخرى أن أولاند كانت بالفعل جزءًا لا يتجزأ من السويد.
- 1324: شكلت فنلندا (بما في ذلك الجزر) دوقية.
- 1300–1600: كانت قلعة كاستلهولم نقطة محورية لعدد من المعارك والغارات.
- 1324: سلام نوتنبرج. تم دمج فنلندا والجزر في السويد.
- 1397-1523: اتحاد كالمار: صعود الدنماركيين.
- 1581: فنلندا دوقية كبرى.
- 1634: بحسب الدستور السويدي شكلت الجزر جزءًا من حكومة أوبو توركو في فنلندا
- 1714: غزا قيصر روسيا بطرس الأكبر الجزر.
- 1714-1721: هاجمت قوات بطرس الأكبر آلاند ودمرتها. ثم فر معظم السكان إلى السويد.
- 1721: سلام نيستاد. تمت استعادة فنلندا (باستثناء فيبورغ) إلى السويد.
- 1743: سلام أوبو: تم التنازل عن جزء من فنلندا لروسيا.
- 1808: الحرب الفنلندية بين السويد وروسيا.
- سبتمبر 1809 - معاهدة فريدريكسهامن: تم التنازل عن فنلندا والجزر لروسيا.[8]

## استمرار تفشي الملاريا
نتيجة لوفرة بعوض أنوفيلوس كلافيجير [الإنجليزية]، كانت الملاريا مستوطنة في أولاند لمدة 150 عامًا على الأقل، مع تسجيل حالات تفشي شديدة في القرن الثامن عشر، وفي عامي 1853 و1862.

## التسلسل الزمني حتى عام 1919
- 1835: بدأ بناء قلعة بومارسوند.
- 1853: تفشي الملاريا بشكل حاد.[10]
- 1854 - معركة بومارسوند: كجزء من حرب القرم، حدث الغزو الأنجلو-فرنسي لأولاند. قوات التحالف تهاجم وتدمر قلعة بومارسوند. وكان رئيس الوزراء البريطاني لورد بالمرستون قد احتج على هذا التحصين قبل حوالي عشرين عامًا، دون أن يكون له تأثير.
- 1856 - معاهدة باريس: اتفاقية السلام تحظر تحصين الجزر.[11]
- مارس 1856: بموجب الاتفاقية المبرمة بين المملكة المتحدة وفرنسا وروسيا، تقرر أن الجزر منزوعة السلاح.
- 1862: حدوث تفشي خطير مرة أخرى للملاريا.[9]
- 1877: كابل التلغراف قيد الاستخدام من ماريهامن إلى نيستاد.
- 1892: تم تركيب أول هاتف في ماريهامن.[12]
- 1906: تم إنشاء حامية روسية في الجزر. ووجه بعض الانتباه إلى معاهدة باريس السابقة عندما وضعت روسيا، بحجة وقف تهريب الأسلحة إلى فنلندا، قوات بحرية وعسكرية كبيرة على الجزر.
- 1907: طلبت روسيا من فرنسا وبريطانيا العظمى إلغاء الاتفاقية.
- 1907: معاهدة بيوركو السرية (روسيا وألمانيا)، والتي تمنح روسيا مطلق الحرية في تثبيت قوات عسكرية على الجزر.
- 1914: اندلاع الحرب العالمية الأولى: روسيا تحصن الجزر.
- 1916: أعادت روسيا تسليح الجزر واستخدمت كقاعدة غواصات خلال الحرب العالمية الأولى.
- 1917 - الثورة الروسية: فنلندا تعلن الاستقلال. يطالب سكان الجزيرة بإعادة التوحيد مع السويد عبر استفتاء (25-29 ديسمبر).
- 1918: الحكومة السوفيتية والسويد وألمانيا تعترف باستقلال فنلندا والسويد وألمانيا. لكن القوات البلشفية تهبط على الجزر كجزء من الثورة الروسية. تم غزو الجزر في وقت لاحق من قبل السويد (فبراير) وفي النهاية احتلتها ألمانيا (مارس-أكتوبر).
- 1918: سكان الجزر يناشدون دوليًا للم شملهم مع السويد.
- 1919: طرحت السويد السؤال أمام مؤتمر باريس للسلام في 18 مارس، لكن الجزر ظلت جزءًا من فنلندا.[11]
- 1921: أعادت اتفاقية آلاند تأسيس وضع الجزر منزوعة السلاح.

## الروابط الخارجية
جزر أولاند